# オペラ座の怪人 (1998年の映画)
『オペラ座の怪人』（原題：Il fantasma dell'Opera）は、1998年制作のイタリアのホラー・サスペンス映画。
ガストン・ルルーの小説『オペラ座の怪人』をダリオ・アルジェント監督が映画化。日本では劇場未公開。

## キャスト
- ファントム/エリック：ジュリアン・サンズ
- クリスティーヌ・ダーエ：アーシア・アルジェント
- ラウル・シャニュイ子爵：アンドレア・ディ・ステファノ
- オノリーヌ：コラリーナ・カタルディ・タッソーニ